# Natascha Meuser
Natascha Meuser (* 1967 als Natascha Maria Kraut in Erlangen) ist eine deutsche Architektin, Verlegerin und Hochschullehrerin.

## Leben
Natascha Meuser studierte Innenarchitektur in Rosenheim und machte ihren Master of Architecture am Illinois Institute of Technology in Chicago. 1992 Schiff Fellowship
Arbeitsaufenthalte und Stipendien in Griechenland (Bühnenbild) und Italien (Malerei). 2000 bis 2005 wissenschaftliche Mitarbeiterin an der Technischen Universität Berlin. Kolumnistin und Illustratorin (u. a. Der Tagesspiegel und Cicero) und verlegerische Tätigkeit. Promotion an der Technischen Universität Berlin über Zooarchitektur, in deren Folge sie verstärkt für eine Würdigung dieser architektonischen Typologie und deren Berücksichtigung bei der Denkmalpflege wirbt.
Gemeinsam mit ihrem Ehemann Philipp Meuser gründete sie in Berlin das Büro "Meuser Architekten", das sich auf die Planung und Projektsteuerung von sondergeschützten Bauten im In- und Ausland spezialisiert hat. Unter anderem entwarfen Meuser Architekten die Innenarchitektur des "Quiet Room" im UNO-Hauptquartier in New York.
Ebenfalls gemeinsam mit ihrem Ehemann Philipp Meuser gründete sie 2005 den Architektur-Verlag DOM publishers. Sie ist seit 2016 Professorin für Innenraumplanung an der Hochschule Anhalt.

## Institut für Zooarchitektur
An der Hochschule Anhalt in Dessau wurde auf Initiative von Natascha Meuser 2020 ein Institut für Zooarchitektur gegründet, das in den Fachbereich Architektur, Facility Management und Geoinformation integriert ist.

## Publikationen (Auswahl)
- Kirsten Baumann / Natascha Meuser: Berliner Residenzen – Zu Gast bei den Botschaftern der Welt. Verlagshaus Braun, Salenstein/Schweiz 2002, ISBN 3-935455-19-4.
- Kirsten Baumann / Natascha Meuser: Salons der Diplomatie. DOM publications Berlin 2008, ISBN 978-3-938666-38-8.
- Natascha Meuser / Philipp Meuser: Meuser Architekten: Bauten und Projekte 1995 – 2010 / Buildings and Projects 1995 – 2010. DOM publishers, Berlin 2011, ISBN 978-3869221502.
- Natascha Meuser: Schloss Breitenlohe: Architektur und Baugeschichte. DOM publishers, Berlin 2014, ISBN 978-3-86922-361-2.
- Natascha Meuser: Schulbauten. Handbuch und Planungshilfe. DOM publishers, Berlin 2014, ISBN 978-3-86922-037-6.
- Natascha Meuser: Zeichenlehre für Architekten. Handbuch und Planungshilfe. DOM Publishers, Berlin 2015, ISBN 978-3-86922-379-7.
- Natascha Meuser: Architektur im Zoo. Theorie und Geschichte einer Bautypologie. DOM Publishers, Berlin 2017, ISBN 978-3-938666-01-2 (Dissertation TU Berlin 2016, 447 Seiten, Illustrationen, 30 × 24 × 6 cm).
- Natascha Meuser (Hrsg.): Architektur und Zoologie. Quellentexte zur Zooarchitektur. DOM publishers, Berlin 2017, ISBN 978-3-86922-477-0.
- Natascha Meuser: Zoobauten. Handbuch und Planungshilfen. DOM publishers, Berlin 2018. ISBN 978-3-86922-478-7.
- Natascha Meuser (Hrsg.): Törten. Kriminalgeschichten aus einer Bauhaus-Siedlung. DOM Publishers, Berlin 2018, ISBN 978-3-86922-632-3.
- Natascha Meuser (Hrsg.): Krippen, Kitas und Kindergärten. Handbuch und Planungshilfe. DOM Publishers, Berlin 2020, ISBN 978-3-86922-707-8.
- Natascha Meuser (Hrsg.): Theorie der Innenarchitektur. Quellentexte zum Raumverständnis der Moderne. Berlin 2020, ISBN 978-3-86922-291-2.
- Natascha Meuser: Heinz Graffunder. Bauten und Projekte für Zoologische Gärten. DOM publishers, Berlin 2021, ISBN 978-3-86922-888-4.
- Natascha Meuser (Hrsg.): Die Tierwelten von Reiner Zieger. Kunst und Gebrauchsgrafik 1960 bis 2020. DOM publishers, Berlin 2022, ISBN 978-3-86922-825-9.
- Jürgen Lange, Natascha Meuser (Hrsg.): Aquarienbauten. Handbuch und Planungshilfe. DOM publishers, Berlin 2022, ISBN 978-3-86922-812-9.
- Natascha Meuser (Hrsg.): Geschichte der Innenarchitektur. Ein bauhistorischer Spaziergang durch fünfzig Räume. DOM publishers, Berlin 2022, ISBN 978-3-86922-622-4.